# イスマーイール・ファルキ・アシャーリ
イスマーイール・ファルキ（マレー語: Ismail Faruqi、1986年10月15日 - ）は、マレーシアのサッカー選手。マレーシア代表。ポジションはMF。

## クラブ歴
2005年に地元トレンガヌFAの下部組織に入り、2007年にトップチームに昇格した。2009年にTチームFCに移籍したものの、翌年トレンガヌFAに復帰した。

## 代表歴
2011年7月23日に行われた2014 FIFAワールドカップ・アジア2次予選のシンガポール代表戦で代表初出場。2015年にはオン・キム・スウィー監督からラオス代表との親善試合の際に出場し、この試合は3-1で勝利した。その後、2018 FIFAワールドカップ・アジア2次予選の東ティモール代表戦でも出場した。